# شرتباس
شرتباس (انگلیسی: Shortbus) فیلمی در ژانر کمدی-درام، شهوانی و رمانتیک به کارگردانی جان کامرون میچل است که در سال ۲۰۰۶ منتشر شد. از بازیگران آن می‌توان به سوک-یین لی، پال داوسون، جان کامرون میچل، میریام شر و درتی مارتینی اشاره کرد.